# Euryarthrum albocinctum
Euryarthrum albocinctum là một loài bọ cánh cứng trong họ Cerambycidae.